# Colaptes melanolaimus
Colaptes melanolaimus, "guldbröstad hackspett", är en fågel i familjen hackspettar inom ordningen hackspettartade fåglar. Den betraktas oftast som underart till grönbandad hackspett (Colaptes melanochloros), men urskiljs sedan 2014 av IUCN och Birdlife International som egen art. Den kategoriseras av IUCN som livskraftig.
Arten delas in i tre underarter med följande utbredning:
- C. m. melanolaimus (Malherbe, 1857) – arida höglänta dalar i centrala och södra Bolivia
- C. m. nigroviridis (C. H. B. Grant, 1911) – södra Bolivia, västra Paraguay, norra och östra Argentina (söderut till Córdoba och Buenos Aires) samt västra Uruguay
- C. m. leucofrenatus Leybold, 1873 – nordvästra och västcentrala Argentina (söderut till Neuquén och västra Río Negro).